# Hotel Victoria
Hotel Victoria este un hotel din Cluj-Napoca, deținut de RAAPPS.
Hotelul dispune de 135 de camere,
are patru etaje, restaurant și terasă, suprafața construită la sol a clădirii fiind de 1.755 de metri pătrați.